# 郑芳龙
郑芳龙（1928年—），曾用名郑芳芳，男，浙江舟山人，中华人民共和国政治人物，曾任民进中央组织部部长，第八届全国政协委员。